# Isola del Liri
Isola del Liri (FR) es una ciudad del Valle Latino, de 12.124 habitantes. 
El nombre deriva del río Liri que la atraviesa, el cual, dividiéndose en dos ramas forma en un punto una isla. El Liri, en el centro del pueblo, forma la Cascada Grande, uno de los pocos saltos naturales italiano. 
Cada año en julio se realiza el Liri blues festival.

## Historia

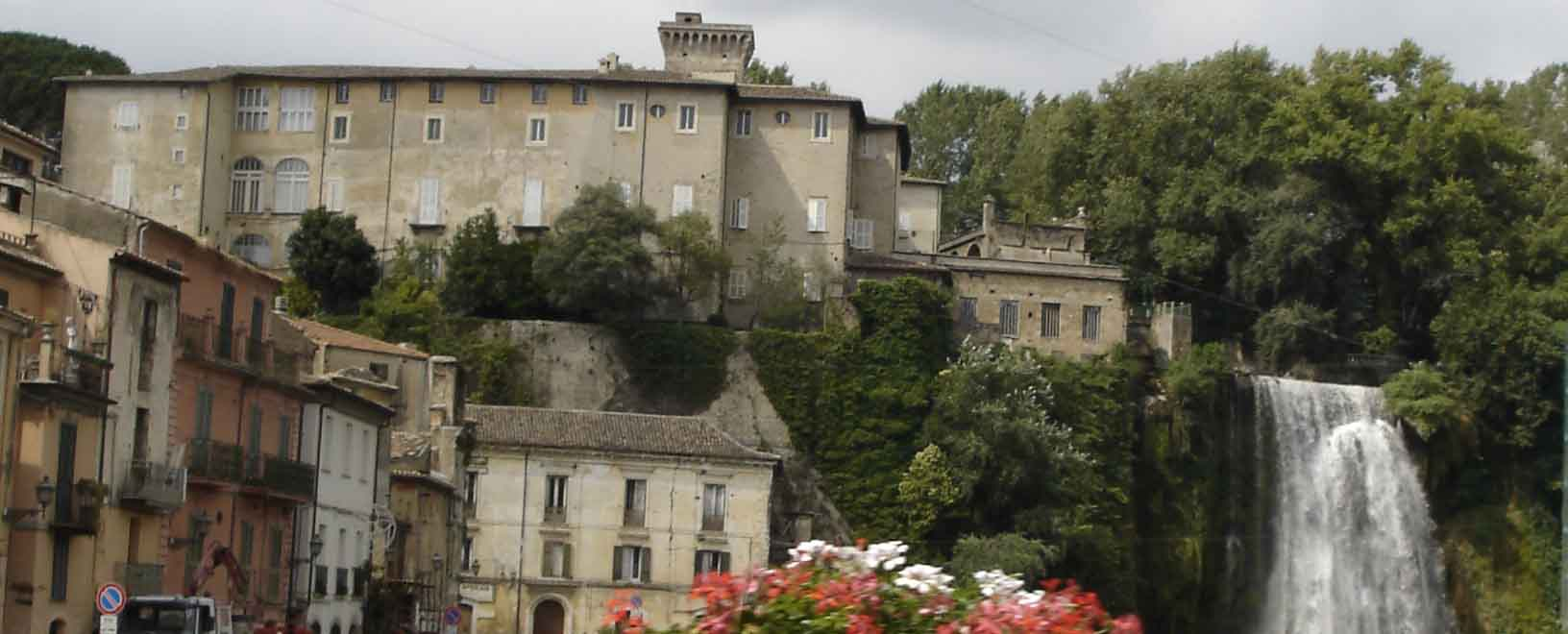
Castillo ducal de Isola del Liri.

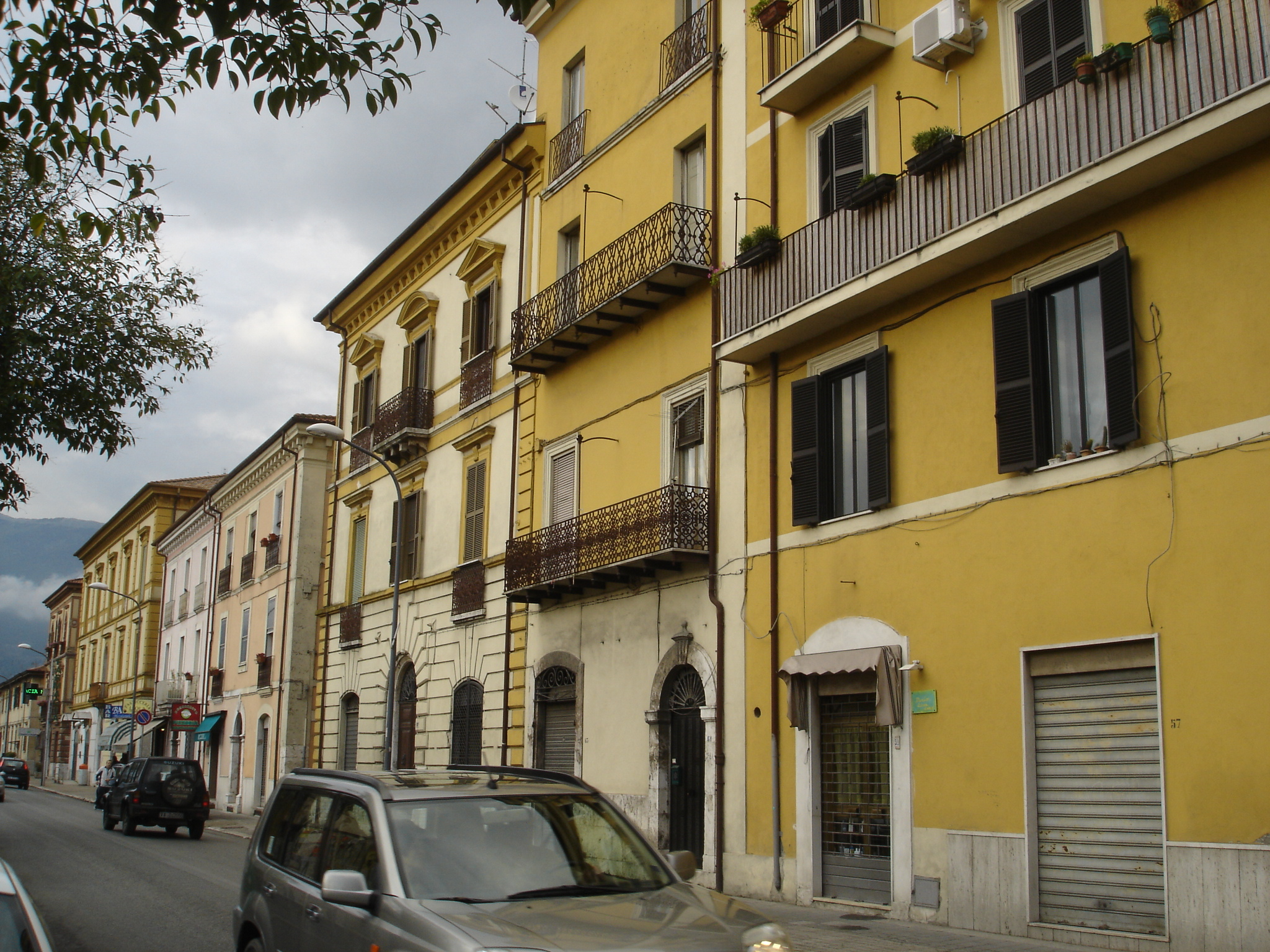
Isola del Riri superior: barrio obrero.

El verdadero origen de la ciudad es volsca, estrechamente ligada a los dos municipios romanos vecinos de Arpino y Sora que se dividían el actual territorio de la ciudad. 
En el medievo la ciudad cae alternativamente bajo el dominio bizantino y lombardo, hasta que pasa formar parte del Principado de Capua.
El primer nombre registrado de la ciudad fue "Insula Filiorum Petri", que derivó en el uso común de Isola di Sora, porque se encontraba estrechamente ligada a Sora con la que comparte suerte hasta la época napoleónica. En 1869, mediante un real decreto se oficializó el nombre actual de "Isola del Liri".

## Evolución demográfica
| Gráfica de evolución demográfica de Isola del Liri entre 1861 y 2001 |
|                                                                      |
| Fuente ISTAT - elaboración gráfica de Wikipedia                      |

## Ciudades hermanadas
- Nueva Orleans, Estados Unidos